# Szepesvéghely
Szepesvéghely (1892-ig Grénicz, szlovákul: Hranovnica, németül: Gränitz) község Szlovákiában, az Eperjesi kerületben, a Poprádi járásban.

## Fekvése
Poprádtól 8 km-re délre, a Szlovák Paradicsom Nemzeti Park észak-nyugati csücskében, a Hernád-folyó völgyében fekszik. A községet Szépesvéghely, a Szépesvéghelyi Tengerszem és a Dubina településrészek alkotják.

## Élővilága

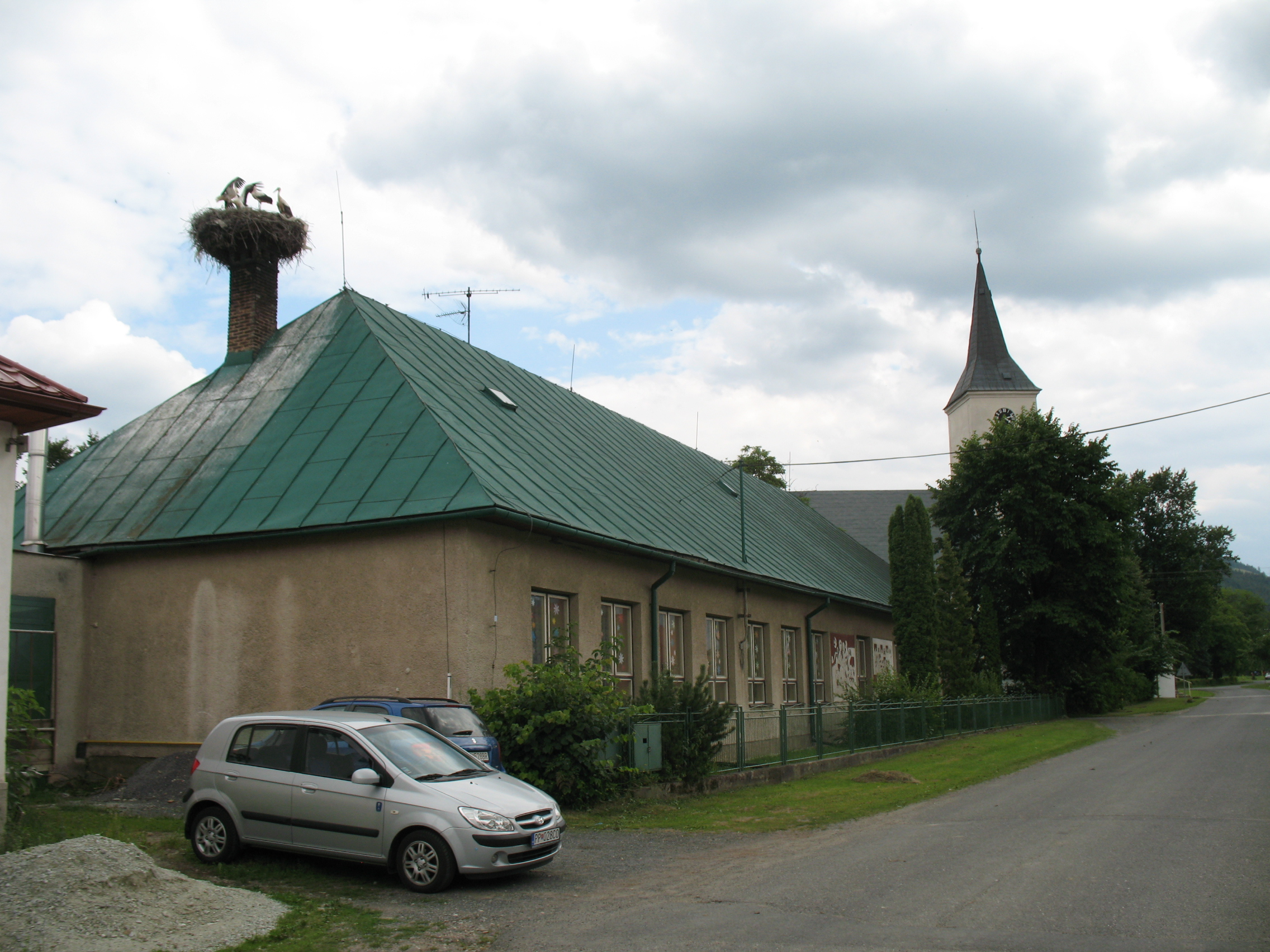
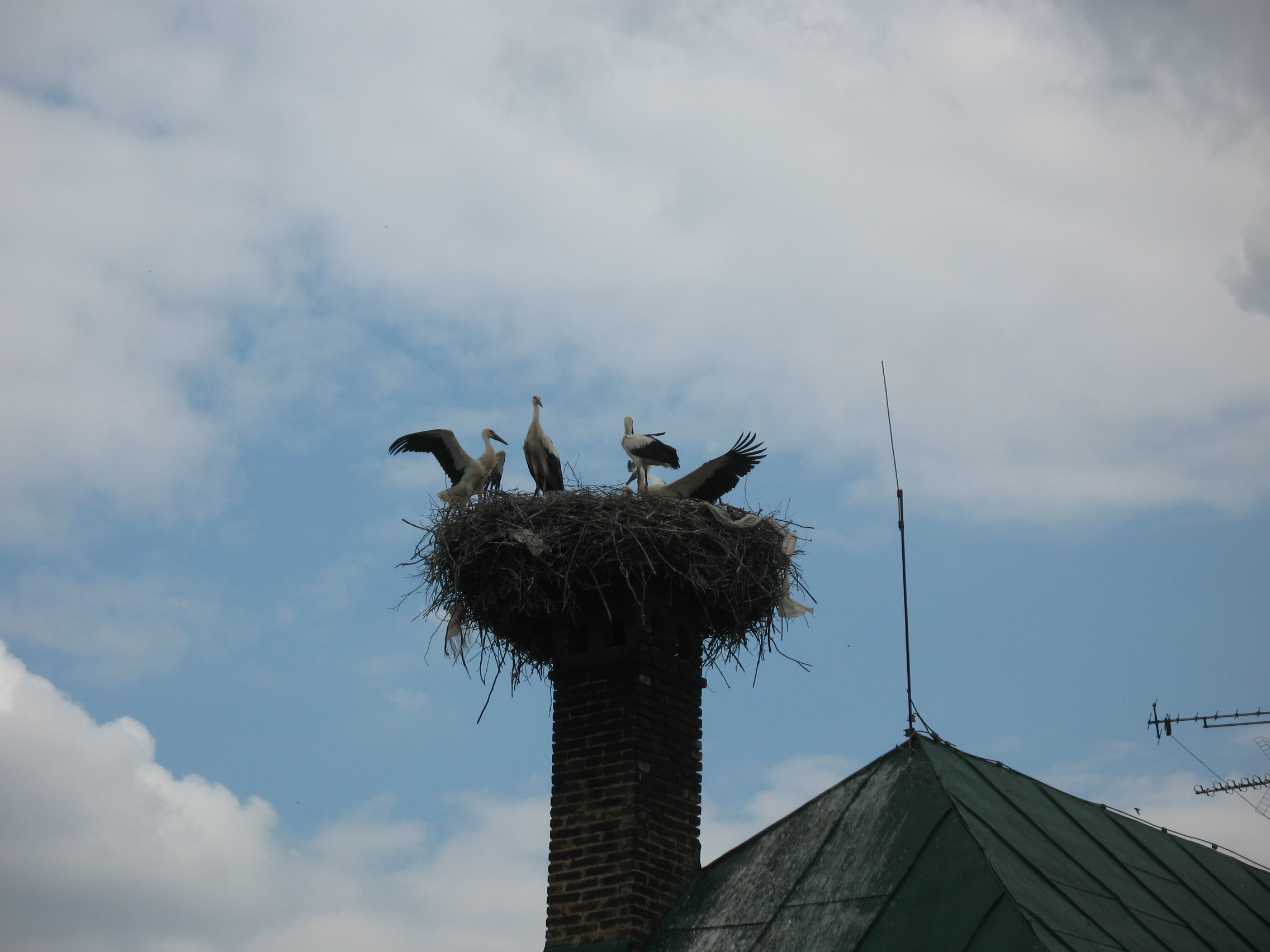
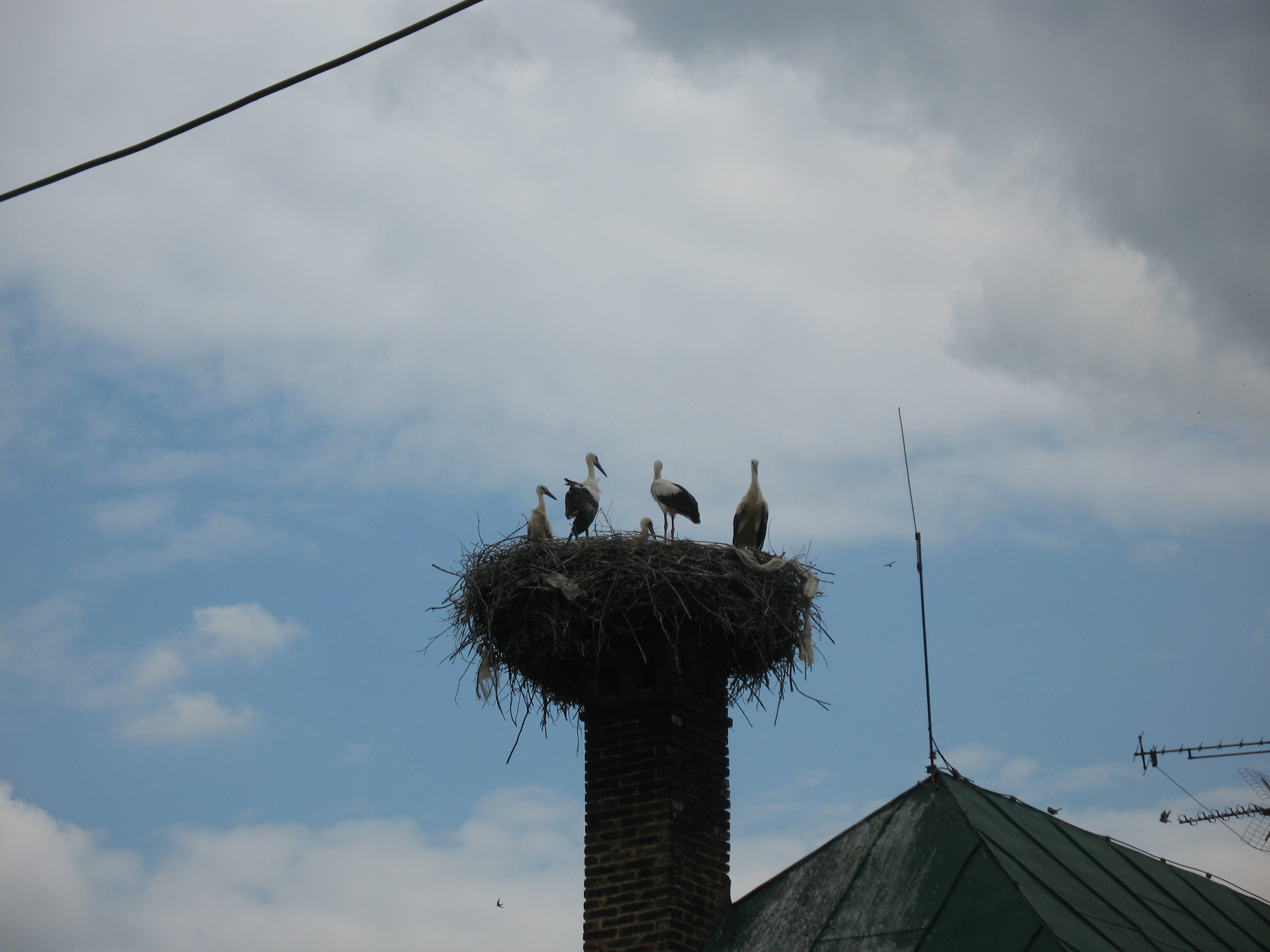

A faluban egy gólyafészket tartanak nyilván, amely az óvoda kéményén található. 2012-ben 3, 2013-ban 5 gólyafiókát számoltak össze.

## Nevének eredete
Az Árpád-korban határőrfalu volt, neve valószínűleg innen ered. A falu szlovák neve a szláv granica (= határ) főnévből származik.

## Története
A település a német jog alapján soltész általi betelepítéssel keletkezett a 13. században. 1294-ben „Granich” néven említik először, majd 1321-ben „Grenic” néven találjuk. Római katolikus temploma 1398-ban épült gótikus stílusban. A középkorban többször pusztította földrengés, tűzvész, szárazság és éhínség. A falu a középkorban bányaváros, sörfőzdéje, malma, fűrésztelepe volt. A bányászat fellendülése a 16. században következett be, amikor a Thurzó család több bányát nyitott a határában, ahol főként rezet bányásztak. A réztelepen az ún. Kupfenhausban élők kiváltságokat kaptak, élénk rézkereskedelem folyt itt. Lakói a bányászat mellett mezőgazdasággal, méhészettel, halászattal foglalkoztak. 1542-ig a savniki cisztercita apátság, később több nemes zálogbirtoka. 1676-ban kuruc hadak támadták meg a települést és 20 házát felégették. 1710-ben újabb támadás következett, melyben a lakosság kétharmada elpusztult, a házakat kifosztották, az állatokat elhajtották. 1724-ben az egész falu leégett. 1773-ban „Hranowcze” néven írják. 1776-tól 1945-ig a szepesi püspökség birtoka. 1786-ban „Hranownicza” alakban említik a korabeli források. 1787-ben 112 házában 799 lakos élt.
A 18. század végén Vályi András így ír róla: „GRENITZ. Gronitz, Grantz, Hranovitza. Elegyes mező Város Szepes Vármegyében, földes Ura a’ Szepesi Püspök, lakosai katolikusok, fekszik Lutsivnához egy mértföldnyire, hámorjai is vagynak, határbéli szántó földgyei meszsze esnek, ’s nem trágyáztatthatván illendőképen, néhol soványabbak, réttyeinek három negyedrésze sásas, és ritka fűvet terem, némelly javai jelesek; de más fogyatkozásai miatt, második Osztálybéli.”
1813-ban nagy árvíz pusztított. A település kékfestő iparáról volt híres, ami az 1824-ben alapított kékfestő műhelynek volt köszönhető, mely egészen 1975-ig működött. Az egykori műhely épületében a község múzeumot szándékozik létrehozni. 1828-ban 133 háza és 991 lakosa volt.
Fényes Elek 1851-ben kiadott geográfiai szótárában így ír a településről: „Grenicz, (Hranowce), tót mv., Szepes vmegyében,, ut. p. Horkához egy mfldnyire: 906 kath., 85 evang. lak. Kath. paroch. templom. Határa tágas, különösen erdeje sok. F. u. a szepesi püspök.”
Fűrésztelepét a Hámor nevű településrészen 1858-ban alapították, később Dubinára helyezték át. A trianoni diktátumig Szepes vármegye Szepesszombati járásához tartozott.
Az első világháború után lakói főként mezőgazdasággal és erdei munkákkal foglalkoztak. 1923 és 1933 között sok lakója kivándorolt. 1938-ban 1591 lakos élt itt. A második világháború idején szűnt meg fűrésztelepe. A háború után lakói főként a környék üzemeiben dolgoztak.

## Népessége
| Év:            | 1994. | 2004.    | 2014.    | 2024.   |
| -------------- | ----- | -------- | -------- | ------- |
| Emberek száma: | 2201  | 2570     | 2998     | 3248    |
| Eltérés:       |       | +16,76 % | +16,65 % | +8,33 % |

| Év:            | 2023. | 2024.   |
| -------------- | ----- | ------- |
| Emberek száma: | 3226  | 3248    |
| Eltérés:       |       | +0,68 % |

1910-ben 1249, túlnyomórészt szlovák anyanyelvű lakosa volt.
1961-ben 223 háza és 1795 lakosa volt.
1980-ban 2032 volt a lakosok száma, közülük 572 cigány.
2001-ben 2442 lakosából 2127 szlovák és 297 cigány volt.
2011-ben 2866 lakosából 2119 szlovák és 634 cigány volt.
2021-ben 3167 lakosából 2860 (+62) szlovák, 203 (+115) cigány, 3 (+3) magyar (0,09%), 1 (+6) ruszin, 1 cseh, 1 lengyel, 1 orosz, 1 osztrák, 96 ismeretlen nemzetiségű volt.

## Nevezetességei

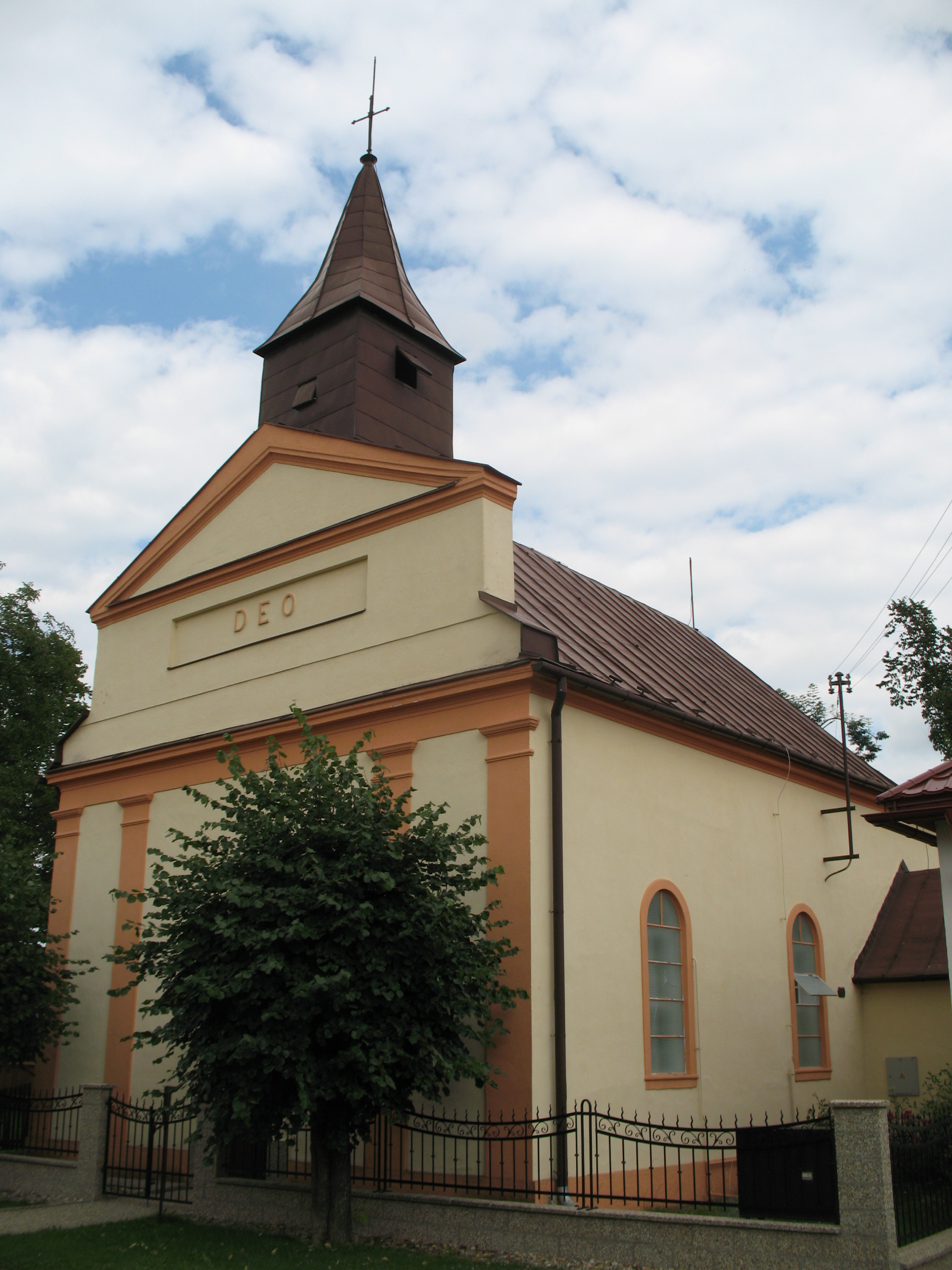
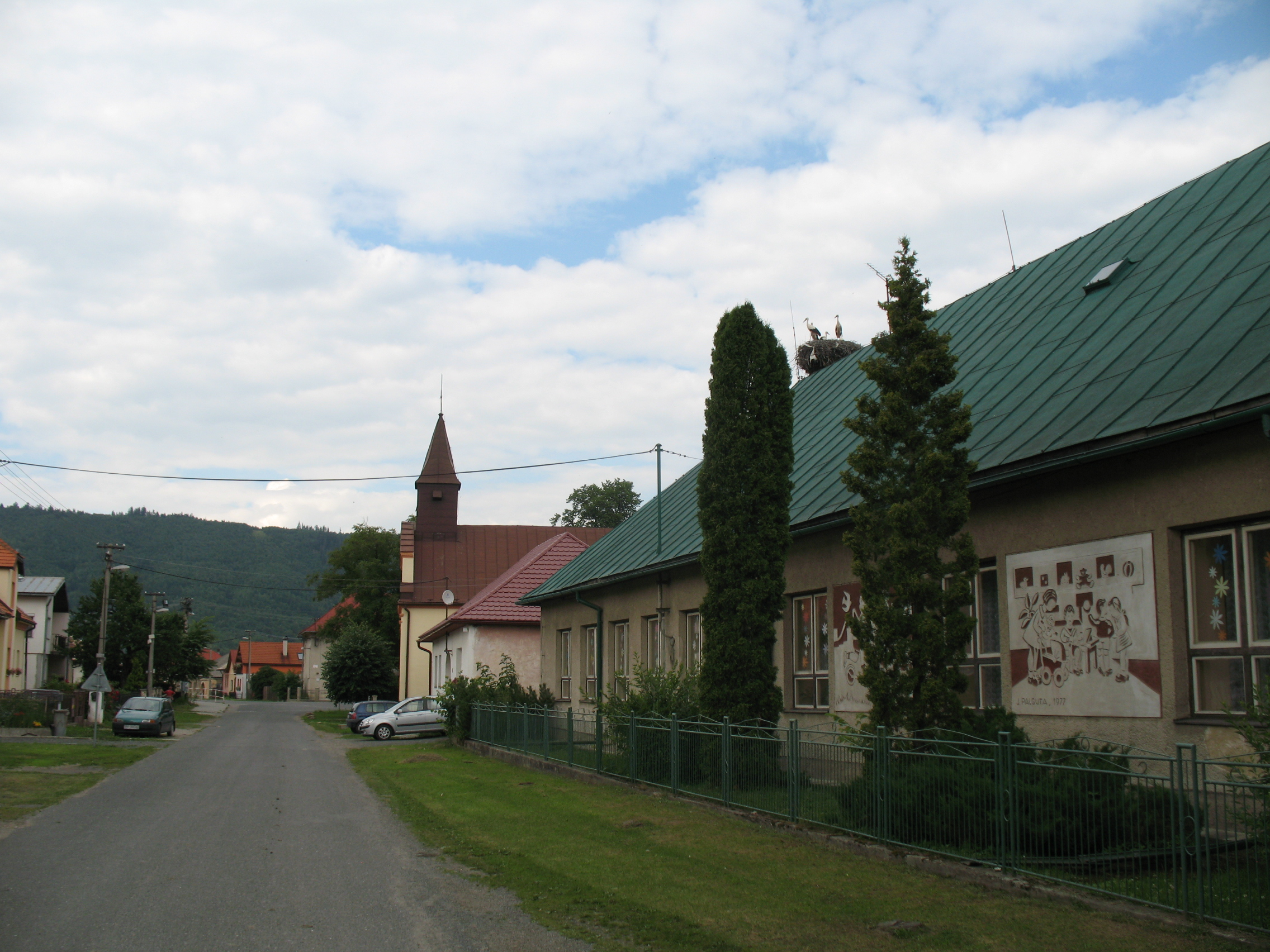
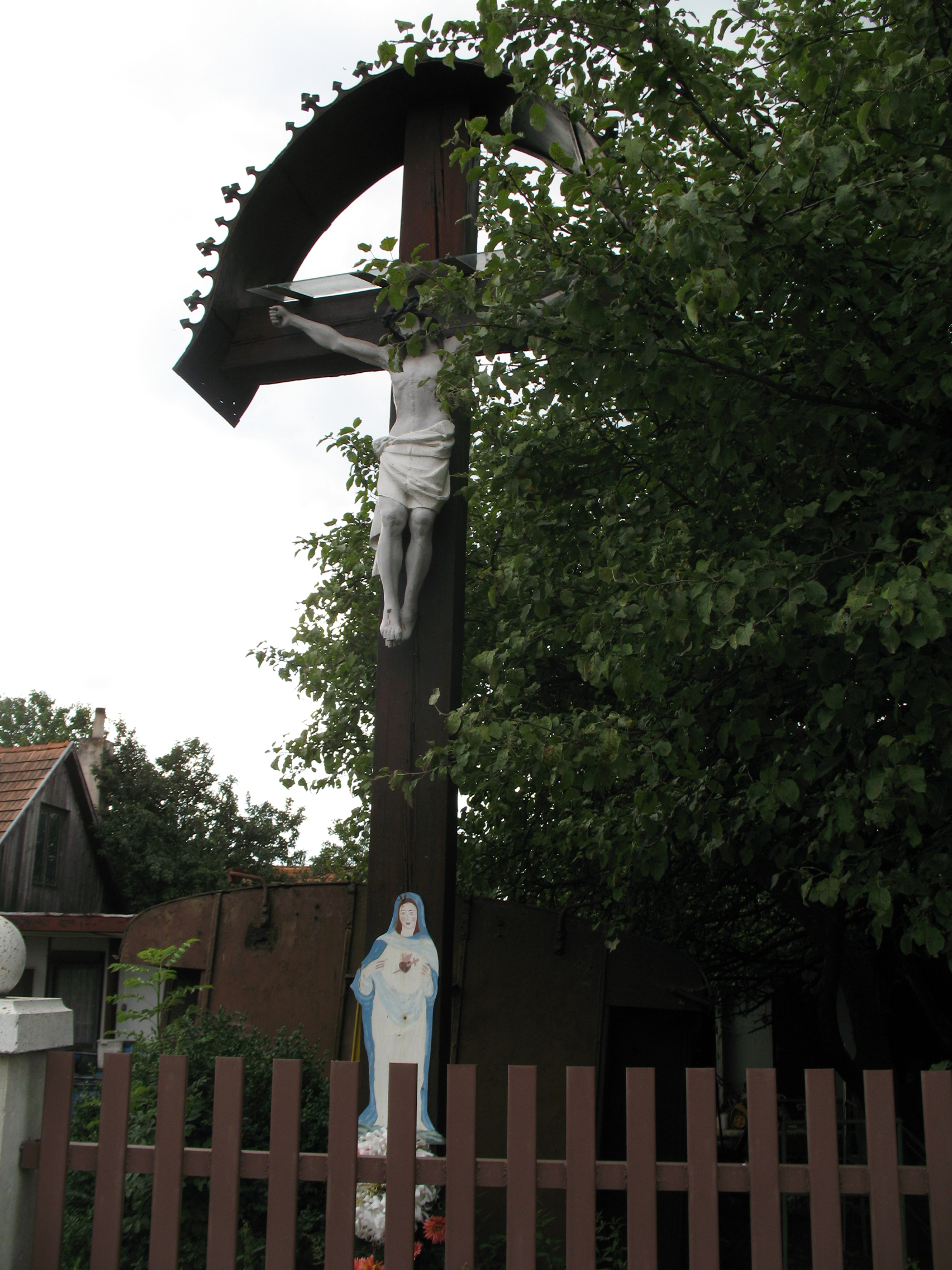

- Keresztelő Szent János tiszteletére szentelt római katolikus temploma eredetileg késő román stílusú volt. A 14. században gótikus, a 17. században barokk, a 19. században klasszicista stílusban átépítették.
- Evangélikus temploma 1837-ben épült késő barokk stílusban. Oltára a 18. század második felében készült.
- A község a Magas Tátrához és a Szlovák Paradicsomhoz való közelsége miatt egyre kedveltebb a turisták számára.